# أندرو ألكسندر
أندرو الكسندر (بالإنجليزية: Andrew Alexander)‏ هو صحفي بريطاني، ولد في 1 مايو 1935، وتوفي في 5 يوليو 2015.